# Achatinella apexfulva
Achatinella apexfulva — вид черевоногих молюсків родини Achatinellidae.

## Поширення та вимирання
Вид був ендеміком острова Оаху в Гавайському архіпелазі. У 1955 році на острів було завезено хижого равлика Euglandina rosea для боротьби з інвазійним равликом Achatina fulica. Проте хижак почав полювати і на місцеві види. Він став причиною вимирання 8 аборигенних видів равликів. Achatinella apexfulva оголошений вимираючим видом у 1981 році. У 1997 році запроваджена програма розмноження виду у неволі. Було зібрано декілька екземплярів, але спроба розмноження була невдалою. У 2011 році у неволі залишився єдиний представник виду, якого назвали Джордж. Він помер 9 січня 2019 року у віці 14 років. У дикій природі вид, ймовірно, вимер ще раніше, але на сайті МСОП він ще належить до вимираючих, доки не зроблено ґрунтовних досліджень колишніх місць проживання.

## Спосіб життя
Achatinella apexfulva мешкав на деревах у тропічних дощових лісах. Живився водоростями та грибками, які зішкрябував з листя дерев.